# Szélesszegélyű huszárteknős
A szélesszegélyű huszárteknős (Emydura macquarrii) a hüllők (Reptilia) osztályának a teknősök (Testudines) rendjéhez, ezen belül a kígyónyakúteknős-félék (Chelidae) családjának Emydura neméhez tartozó faj.

## Előfordulása
Ausztrália területén honos, folyók, csendes folyású vizek és tavak lakója.

## Alfajai
- Emydura macquarrii macquarrii (szélesszegélyű huszárteknős, Murray River Turtle, Macquarie Turtle)
- Emydura macquarrii binjing (Clarence River Turtle)
- Emydura macquarrii dharra (Macleay River Turtle)
- Emydura macquarrii dharuk (Sydney Basin Turtle)
- Emydura macquarrii emotti (Cooper Creek Turtle)
- Emydura macquarrii gunabarra (Hunter River Turtle)
- Emydura macquarrii signata (Brisbane River Short-necked Turtle)
- Emydura macquarrii krefftii (Krefft-huszárteknős)
- Emydura macquarrii nigra (Fraser Island Turtle)
- Emydura macquarrii sp. (Bellinger River turtle)
- Emydura macquarrii sp. (Storm King Dam Turtle)